# Kay Stammers

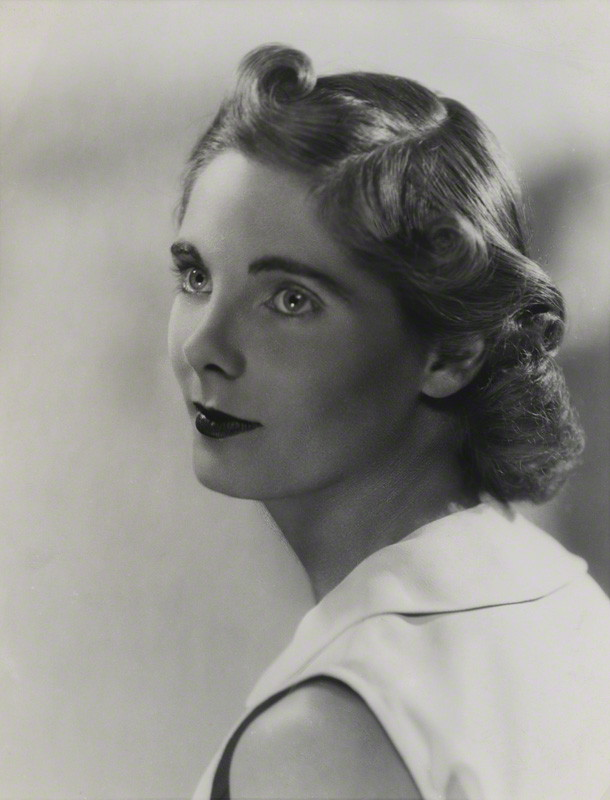
Kay Stammers 1938

Katherine "Kay" Esther Stammers, gift Menzies, senare Bullitt, född 3 april 1914 i St Albans, Hertfordshire, England, död 23 december 2005, var en brittisk vänsterhänt tennisspelare. Kay Stammers tillhörde under 1930-talets andra halva den brittiska tenniseliten och rankades 1939 som världstvåa. Hennes förväntade maximum som spelare inföll samtidigt med andra världskriget vilket medförde att hon under den perioden inte kunde spela internationell tävlingstennis. Hon gick därmed miste om möjligheten att under karriärtoppen spela om de stora titlarna. Redan före kriget hade hon dock vunnit tre dubbeltitlar i Grand Slam-turneringar. Hon fortsatte att spela tennis på elitnivå åren efter krigsslutet och nådde kvartsfinal i singel (1946) liksom semifinal i dubbel (1947) i Wimbledonmästerskapen.

## Tenniskarriären
I mitten på 1930-talet dominerade brittiska tennisspelare under några få år den internationella tennisen. År 1935 vann Fred Perry singeltiteln i Franska mästerskapen och Wimbledonmästerskapen. Tillsammans med landsmaninnan Dorothy Round vann Perry också mixed dubbeltiteln i Wimbledon. Kay Stammers vann samma år dubbeltiteln i både Franska mästerskapen och Wimbledon. Den franska titeln vann hon tillsammans med de föregående två årens mästarinna, brittiskan Margaret Scriven. Wimbledontiteln vann hon tillsammans med brittiskan Freda James. I Wimbledonfinalen besegrade de paret Simone Mathieu/Hilde Krahwinkel Sperling (6-1, 6-4).
Spelarparet Stammers/James lyckades försvara sin dubbeltitel i Wimbledon året därpå genom finalseger över det amerikanska paret Sarah Palfrey/Helen Jacobs (6-2, 6-1).
Som singelspelare noterade Stammers sin största framgång 1939 då hon nådde singelfinalen i Wimbledon efter segrar över både Palfrey och Jacobs. I finalen förlorade hon mot amerikanskan och världsettan Alice Marble 2-6, 0-6. 
Stammers deltog i det brittiska Wightman Cup-laget 1935-39 och var dessutom icke spelande kapten 1946-48. 

## Personen
Kay Stammers tränades av Dan Maskell och spelade med stilrena grundslag, men hon var framförallt attackspelare. 
Kay Stammers gifte sig med advokaten Thomas Bullitt från Kentucky, USA. Paret bosatte sig på dennes familjefarm (Oxmoor Farm) i Kentucky, där hon avled vid 91 års ålder. 

## Grand Slam-titlar
- Franska mästerskapen
  - Dubbel - 1935
- Wimbledonmästerskapen
  - Dubbel - 1935, 1936